# CL-116
La CL-116 es una carretera autonómica situada en Castilla y León, España.Esta carretera une  el límite autonómico con Aragón (uniendo con la A-116) hasta El Burgo de Osma (uniendo con la A-11 y la N-122).

## Inicio
Esta carretera empieza cerca del Castillo de la Raya, justo en el final de la A-116 (que empieza en Aragón), en el término municipal de Monteagudo de las Vicarías, ya en Soria.

## Trazado
| Elemento                  | Nombre de Salida (Sentido Burgo de Osma)                                                  | Nombre de Entrada (Sentido Aragón)                                                        | Carretera que enlaza      |
| ------------------------- | ----------------------------------------------------------------------------------------- | ----------------------------------------------------------------------------------------- | ------------------------- |
| Inicio de Carretera       | Inicio de Carretera                                                                       | Fin de Carretera                                                                          | Fin de Carretera          |
|                           | CASTILLA Y LEÓN Provincia de Soria                                                        | ARAGÓN Provincia de Zaragoza                                                              | A-116                     |
|                           | Pozuel de Ariza                                                                           | Pozuel de Ariza                                                                           | Z-V-20                    |
|                           | Estación de Monteagudo de las Vicarías                                                    | Estación de Monteagudo de las Vicarías                                                    | SO-P-3149                 |
|                           | Almaluez                                                                                  | Almaluez                                                                                  | SO-P-3134                 |
|                           | Fuentelmonge Gómara                                                                       | Fuentelmonge Gómara                                                                       | SO-340                    |
| Spain traffic signal s123 | Área de Descanso                                                                          | Área de Descanso                                                                          | Spain traffic signal s123 |
|                           | Fuentelmonge                                                                              | Fuentelmonge                                                                              | Camino                    |
|                           | Valtueña                                                                                  | Valtueña                                                                                  | Camino                    |
|                           | Valtueña                                                                                  | Valtueña                                                                                  | SO-P-3169                 |
|                           | Puerto de Alentisque 1.060 m                                                              | Puerto de Alentisque 1.060 m                                                              |                           |
|                           | Chércoles Almaluez                                                                        | Chércoles Almaluez                                                                        | SO-P-3107                 |
|                           | Alentisque                                                                                | Alentisque                                                                                | SO-P-3151                 |
|                           | Momblona Serón de Nágima                                                                  | Momblona Serón de Nágima                                                                  | SO-P-3171                 |
|                           | Cabanillas                                                                                | Cabanillas                                                                                | SO-P-3150                 |
|                           | Señuela Adradas                                                                           | Señuela Adradas                                                                           | SO-P-3106                 |
|                           | Escobosa de Almazán Nolay Club de Golf La Dehesa de Morón                                 | Escobosa de Almazán Nolay Club de Golf La Dehesa de Morón                                 | SO-P-3106                 |
|                           | Borchicayada                                                                              | Borchicayada                                                                              | Camino                    |
|                           | Coscurita                                                                                 | Coscurita                                                                                 | SO-P-3032                 |
|                           | Neguillas                                                                                 | Neguillas                                                                                 | SO-P-3155                 |
|                           | Villalba                                                                                  | Villalba                                                                                  | SO-P-3154                 |
|                           | Bordejé                                                                                   | Bordejé                                                                                   | SO-P-3053                 |
|                           | Almazán El Burgo de Osma Madrid Gómara Soria                                              | Morón de Almazán Madrid El Burgo de Osma Barahona Soria                                   | N-111 A-15 CL-101 CL-116A |
|                           | El Burgo de Osma Barahona Polígono Industrial La Dehesa                                   | Soria Madrid Gómara Ariza                                                                 | N-111 A-15 CL-101         |
|                           | Soria Madrid Gómara Ariza Polígono Industrial La Dehesa Almazán El Burgo de Osma Barahona | Soria Madrid Gómara Ariza Polígono Industrial La Dehesa Almazán El Burgo de Osma Barahona | N-111 A-15 CL-101         |
|                           | Almazán                                                                                   | Almazán                                                                                   | CL-116A                   |
|                           | Barca                                                                                     | Barca                                                                                     | SO-P-4171                 |
|                           | Ciadueña                                                                                  | Ciadueña                                                                                  | SO-P-4172                 |
|                           | Velamazán                                                                                 | Velamazán                                                                                 | SO-P-4173                 |
|                           | Rebollo de Duero                                                                          | Rebollo de Duero                                                                          | SO-P-4174                 |
|                           | Fuente-Tovar                                                                              | Fuente-Tovar                                                                              | SO-P-4175                 |
|                           | Hortezuela El Burgo de Osma Berlanga de Duero Fuentepinilla Soria                         | Almazán Fuentepinilla Soria Berlanga de Duero                                             | SO-100                    |
|                           | Berlanga de Duero                                                                         | Berlanga de Duero                                                                         | SO-152                    |
|                           | Aguilera                                                                                  | Aguilera                                                                                  | SO-P-4138                 |
|                           | Bayubas de Abajo Tajueco                                                                  | Bayubas de Abajo Tajueco                                                                  | SO-P-4142                 |
|                           | Quintanas de Gormaz                                                                       | Quintanas de Gormaz                                                                       | SO-P-4140                 |
|                           | Quintanas de Gormaz                                                                       | Quintanas de Gormaz                                                                       | SO-P-4141                 |
|                           | Bayubas de Abajo                                                                          | Bayubas de Abajo                                                                          | SO-P-4144                 |
|                           | Valdenebro                                                                                | Valdenebro                                                                                | SO-P-4142                 |
|                           | El Burgo de Osma - Ciudad de Osma Soria Valladolid Camino de Servicio                     | Soria Valladolid Camino de Servicio Almazán                                               | N-122 A-11                |
| Fin de Carretera          | Fin de Carretera                                                                          | Inicio de Carretera                                                                       | Inicio de Carretera       |

## CL-116A
| Elemento            | Nombre de Salida (Sentido El Burgo de Osma)          | Nombre de Entrada (Sentido Aragón)                      | Carretera que Enlaza     |
| ------------------- | ---------------------------------------------------- | ------------------------------------------------------- | ------------------------ |
| Inicio de Carretera | Inicio de Carretera                                  | Fin de Carretera                                        | Fin de Carretera         |
|                     | Almazán El Burgo de Osma Madrid Gómara Soria         | Morón de Almazán Madrid El Burgo de Osma Barahona Soria | N-111 A-15 CL-101 CL-116 |
|                     | Gómara Ágreda Madrid El Burgo de Osma Barahona Soria | Gómara Ágreda Madrid El Burgo de Osma Barahona Soria    | N-111 CL-101             |
|                     | Soria Barahona                                       | Soria Barahona                                          | N-111                    |
|                     | Centro Urbano                                        | Centro Urbano                                           | Calle de las Monjas      |
|                     | Hortezuela El Burgo de Osma                          | Almazán                                                 | CL-116                   |
| Fin de Carretera    | Fin de Carretera                                     | Inicio de Carretera                                     | Inicio de Carretera      |

## Final
La carretera CL-116 finaliza en la localidad de El Burgo de Osma - Ciudad de Osma, pasado ya Lodares de Osma.
Acaba en una glorieta que lleva hacia el núcleo de El Burgo de Osma ( N-122 ) y también hacia Soria y Valladolid ( A-11 ).
- Datos: Q51885925